# شيتل ريكدال
شيتل ريكدال (بالنرويجية: Kjetil Rekdal) مواليد 6 نوفمبر 1968 في النرويج، هو لاعب كرة قدم نرويجي سابق كان يلعب كلاعب وسط. سبق له أن لعب في كأس العالم لكرة القدم مع منتخب بلاده. لعب خلال مسيرته 484 مباراة سجل خلالها 127 هدفاً.

## المسيرة الاحترافية

### أندية لعب لها
- نادي مولده
- بوروسيا مونشنغلادباخ
- ليرس
- نادي رين
- نادي هرتا برلين
- نادي فوليرينغا لكرة القدم

## روابط خارجية
- شيتل ريكدال على موقع IMDb (الإنجليزية)
- شيتل ريكدال على موقع الاتحاد الدولي (مؤرشف)  (الإنجليزية)
- شيتل ريكدال على موقع الاتحاد الأوربي (الإنجليزية)
- شيتل ريكدال على موقع اتحاد النرويج (النرويجية)
- شيتل ريكدال على موقع قاعدة بيانات كرة القدم.إي يو (الإنجليزية)
- شيتل ريكدال على موقع بيانات كرة القدم. دي إي (الألمانية)
- شيتل ريكدال على موقع ناشيونال فوتبول تيمز (الإنجليزية)
- شيتل ريكدال على موقع عالم كرة القدم.نت (الإنجليزية)